# Inga longipes
Inga longipes är en ärtväxtart som beskrevs av George Bentham. Inga longipes ingår i släktet Inga och familjen ärtväxter. Inga underarter finns listade i Catalogue of Life.